# Błażej Ciarkowski
Błażej Ciarkowski (ur. 1 sierpnia 1982) – polski architekt, historyk sztuki i pisarz. Autor książek poświęconym architekturze modernizmu, Polskiej Rzeczypospolitej Ludowej oraz Łodzi.

## Życiorys
Ukończył studia z zakresu architektury na Politechnice Łódzkiej (PŁ) oraz historii sztuki na Uniwersytecie Łódzkim (UŁ). W 2012 obronił z wyróżnieniem na Politechnice Łódzkiej pracę doktorską pt. „Minąć progi modernizmu” − twórczość Bolesława Kardaszewskiego na tle powojennej architektury polskiej i światowej w dyscyplinie  architektura i urbanistyka. 
Od 2012 pracuje jako adiunkt w Katedrze Historii Sztuki UŁ, a w latach 2017–2021 także jako adiunkt w Instytucie Architektury i Urbanistyki PŁ. Kierował zespołem badawczym w międzynarodowym projekcie „InnovaConcrete (Innovative Materials and Techniques for the Conservation of 20th Century Concrete-based Cultural Heritage)” – w ramach programu Horyzont 2020 oraz kierownikiem projektu „Badania nad architekturą nadmorskich kurortów wzniesionych w PRL-u – inwentaryzacja i analiza” w ramach programu Miniatura 1.
Jest członkiem docomomo, Polskiego Komitetu Narodowego ICOMOS, Oddziału Łódzkiego Stowarzyszenia Historyków Sztuki, członek zarządu Stowarzyszenia Architektów Polskich Oddział w Łodzi i wiceprezesem Stowarzyszenia Art-Dimension. Jest autorem książek poświęconym architektom epoki PRL-u: Bolesław Kardaszewski: Architektura i polityka; Danuta i Daniel Olędzcy. Architektura na miarę możliwości; Konserwacja i kreacja architektury: Jan Tajchman i jego działalność, a także o architekturze PRL-u, modernizmu i miasta Łodzi: Odcienie szarości. Architekci i polityka w PRL-u, Miastoprojektanci: łódzcy architekci w czasach PRL-u, Łódź. Ilustrowany atlas architektury (współautorka: Anna Ciarkowska). Publikuje także na łamach czasopism: „Architektura & Biznes” i „Herito”.

## Wyróżnienia
- Nagroda Marszałka Województwa Łódzkiego za najlepszą rozprawę doktorską związaną tematycznie z województwem łódzkim (2013),
- Stypendium Ministra Kultury i Dziedzictwa Narodowego (2-krotnie),
- Finalista nagrody CICA (International Committee of Architectural Critics(inne języki)) 2020, CICA Pierre Vago Journalism Award 2020 za artykuł Holidays with Totalitarianisms, „Herito” 2017, nr 29 – wyróżnienie[4].

## Publikacje
- 101 najciekawszych polskich budynków dekady, Agora, 2012, ISBN 978-83-268-0740-4 [współautorka: Agnieszka Rumińska]
- The Ambiguous Legacy of Socialist Modernist Architecture in Central and Eastern Europe, Taylor & Francis, 28 kwietnia 2023, ISBN 978-1-000-87551-5 [współautorzy: Mariusz Sokołowicz, Aleksandra Nowakowska]
- Bolesław Kardaszewski: architektura i polityka, Towarzystwo Autorów i Wydawców Prac Naukowych Universitas, 2016, ISBN 978-83-242-2736-5
- Danuta i Daniel Olędzcy. Architektura na miarę możliwości, Wydawnictwo Uniwersytetu Łódzkiego, 2023, ISBN 978-83-8331-221-7
- IV Łódzkie Spotkania Studentów i Doktorantów Historii Sztuki (Łódź 19-20.03.2016): Sztuka wobec opozycji pojęć "natura" – "kultura", Wielokulturowość a dziedzictwo lokalne, Sztuka czasów wojny: wybrane materiały z ogólnopolskiej konferencji naukowej, Koło Naukowe Historyków Sztuki. Katedra Historii Sztuki. Uniwersytet Łódzki, 2016,ISBN 978-83-945098-0-4 [współautorzy: Alina Barczyk, Krzysztof Stefański]
- Konserwacja i kreacja architektury: Jan Tajchman i jego działalność, Wydawnictwo Tako, 2014, [współautorka: Justyna Brodzka]
- Łódź. Ilustrowany atlas architektury, Centrum Architektury, 2022, ISBN 978-83-964831-2-6 [współautorka: Anna Ciarkowska]
- Łódź która nie powstała,, Księży Młyn Dom Wydawniczy, 2016, ISBN 978-83-7729-330-0
- Łódź. Ziemia wymyślona, W.A.B., 2024 ISBN 978-83-8387-069-4
- Miastoprojektanci: łódzcy architekci w czasach PRL-u,, Księży Młyn Dom Wydawniczy, 2018, ISBN 978-83-7729-418-5
- Modernizm w architekturze Łodzi XX wieku, Księży Młyn Dom Wydawniczy, 2018, ISBN 978-83-7729-440-6
- Odcienie szarości: architekci i polityka w PRL-u, Wydawnictwo Uniwersytetu Łódzkiego, 2017, ISBN 978-83-8088-516-5
- Słowo architekta: opowieści o architekturze Polski Ludowej, Wydawnictwo Uniwersytetu Łódzkiego, 2023, ISBN 978-83-8331-194-4
- Trzeci Ogólnopolski Kongres Studentów i Doktorantów Historii Sztuki (Łódź 8-11.10.2015): wybrane materiały z Ogólnopolskiej Konferencji Naukowej, zorganizowanej pod honorowym patronatem Ministra Nauki i Szkolnictwa Wyższego, Rektora Uniwersytetu Łódzkiego oraz Dziekana Wydziału Filozoficzno-Historycznego Uniwersytetu Łódzkiego, Koło Naukowe Historyków Sztuki. Katedra Historii Sztuki. Uniwersytet Łódzki, 2016, ISBN 978-83-934191-9-7 [współautorzy: Alina Barczyk, Krzysztof Stefański]